# جويل ناسيمنتو
جويل ناسيمنتو (بالبرتغالية: Joel Nascimento‏) هو موسيقي برازيلي، ولد في 13 أكتوبر 1937 في ريو دي جانيرو في البرازيل.

## وصلات خارجية
- جويل ناسيمنتو على موقع ميوزك برينز (الإنجليزية)
- جويل ناسيمنتو على موقع ديسكوغز (الإنجليزية)